# Tempérament Idéaliste
Le tempérament Idéaliste est l'un des quatre tempéraments psychologiques définis par David Keirsey. Correspondant aux types iNtuition-Sentiment (NF) du MBTI, le tempérament Idéaliste comprend les quatre types suivants : ENFP ou Champion, INFP ou Guérisseur, ENFJ ou Professeur, INFJ ou Conseiller.

## Description
Les Idéalistes sont abstraits dans leur façon de s'exprimer et coopératifs dans leur façon de poursuivre leurs buts. Leur plus grande qualité est leur capacité à s'intégrer socialement en faisant preuve de diplomatie. Selon qu'ils sont plutôt orientés Perception ou Jugement (P ou J), on peut dénombrer parmi eux deux sous-tempéraments ou deux rôles : ceux du Mentor (ENFJ et INFJ) et de l’Avocat (ENFP et INFP).
Appartenant au tempérament qui éprouve le plus fort besoin d'identité, les Idéalistes aspirent à des relations fiables et une communication sensée. Ils cherchent des vérités profondes cachées sous les apparences et s'expriment souvent par métaphores. Concentrés sur le futur, ils perçoivent avec enthousiasme les possibilités et s'efforcent continuellement de se renouveler.
Intérêts : lors de leurs études, les Idéalistes se dirigent souvent vers les humanités. Ils cherchent des carrières professionnelles où ils peuvent encourager le développement personnel d'autrui, que ce soit par l'éducation, le conseil, ou par d'autres moyens de promouvoir le bonheur et l'accomplissement des individus comme de la société.
Orientation : la vie d'un Idéaliste est guidée par sa dévotion à son éthique personnelle. Les Idéalistes sont altruistes et se satisfont du bien-être d'autrui. Ils croient en la bonté intrinsèque du monde et de ceux qui y habitent. Au sujet de la souffrance et de l'infortune, ils les perçoivent comme faisant partie d'une vérité mystérieuse et inconnaissable. Ne pouvant s'empêcher de songer au futur, ils considèrent leur vie comme un trajet vers un savoir spirituel plus profond.
Image de soi : leur estime de soi s'enracine dans l'action empathique, leur respect de soi dans leur bienfaisance, et leur confiance en soi dans leur authenticité personnelle.
Valeurs : les émotions des Idéalistes « sont à la fois facilement éveillées et rapidement déchargées ». Ils sont généralement prompts à l'enthousiasme et sont confiants dans leur intuition. Ils cherchent une connaissance de soi plus profonde que celle qu'ils possèdent et cherchent à être compris pour qui ils sont (ou estiment être) derrière les rôles sociaux qu'ils sont forcés d'endosser. Ils aspirent à une sagesse qui transcende l'ego et les limites du monde matériel.
Rôles sociaux : les Idéalistes cherchent la réciprocité dans leurs relations à autrui. Dans leurs relations amoureuses, ils cherchent un partenaire avec qui ils puissent se sentir reliés par une puissante connexion spirituelle. En tant que parents, ils encouragent leurs enfants à former des relations harmonieuses avec autrui et à s'engager dans des jeux imaginatifs. Dans leurs vies professionnelles et sociales, ils tâchent d'être les catalyseurs du changement.

### Stress
Les Idéalistes se sentent tendus ou stressés lorsque leur désir de coopération et d'harmonie (avec les autres membres de leur groupe social) entre en conflit avec leur désir d'authenticité personnelle. Comme ils ont souvent tendance à s'engager dans des efforts de longue durée pour s'assurer que les besoins de tous sont satisfaits, ils peuvent se sentir frustrés lorsque d'autres échouent à faire de même ; ils auront alors tendance à agir indépendamment de ce que veulent les autres, ou au contraire en insistant sur la volonté de tous, sans égard pour les besoins des individus particuliers. Cette tension se remarque chez les deux types Mentor (ENFJ et INFJ).
Lorsqu'ils trouvent ou conçoivent leurs meilleures idées, les Idéalistes y parviennent généralement par un mélange d'intuition et de sentiments, ce qui peut rendre difficile à expliquer comment ils sont arrivés à telle ou telle conclusion. Ils peuvent éprouver de la frustration et même le sentiment d'être insultés lorsque les autres ne partagent pas leur enthousiasme et demandent une clarification du raisonnement à l'œuvre. L'inspiration n'étant pas un processus conscient, ils n'auront pas forcément d'explication immédiate à offrir, même si leur raisonnement est correct, et pourront se sentir diminués et sous-évalués.
Les Idéalistes éprouvent le désir puissant d'œuvrer à l'amélioration du groupe ou de l'organisation dont ils font partie. Dans un environnement qui exige de l'individu une conformité trop étroite à la norme, ils peuvent éprouver un sentiment de perte d'identité. Ce phénomène se remarque surtout chez les deux types Avocat (ENFP et INFP).

### Traits communs avec les autres tempéraments
Keirsey identifie ici les traits suivants du tempérament Idéaliste :
- Abstraits dans la manière de communiquer (comme les Rationnels)

Les Idéalistes se concentrent moins sur ce qui est que sur ce qui pourrait être ou avoir été. Ils perçoivent le monde comme riche d'autant de possibilités de compréhension profonde.
- Coopératifs dans la manière de poursuivre leurs buts (comme les Gardiens)

Les Idéalistes croient que le conflit crée des barrières entre les gens, empêchant la société d'atteindre son plein potentiel. Ils cherchent l'harmonie dans leurs relations personnelles et professionnelles, et s'efforcent de trouver des solutions respectueuses des besoins de toutes les personnes impliquées.